# Celtic Thunder (álbum)
Celtic Thunder es el título homónimo del álbum debut del conjunto musical irlandés Celtic Thunder lanzado oficialmente el 18 de marzo de 2008 por Decca Records.
Los vocalistas en esta primera producción oficial de estudio son George Donaldson, Ryan Kelly, Damian McGinty, Keith Harkin y Paul Byrom y en la edición de 2015 cuenta además con Neil Byrne, Colm Keegan y Emmet O'Hanlon.

## Antecedentes
Celtic Thunder graba su primer concierto en agosto de 2007 e interpretan un muy variado repertorio; pasando por géneros como la música tradicional y folk (Come by the Hills), el crossover (She), y clásicos contemporáneos (Puppy Love), además de temas originales del compositor y director musical del grupo Phil Coulter, con baladas como Ireland’s Call y Steal Away, entre otros.
Además del lanzamiento del álbum, en esa fecha también se comercializó un DVD con el concierto completo realizado en el teatro Helix en Dublín, Irlanda. En su edición original el DVD contiene 28 temas —incluyendo casi la totalidad de temas incluidos en el segundo álbum de CT, Act Two.
En 2015, con motivo de la reciente incorporación de Celtic Thunder al catálogo de artistas de Legacy Recordings, se reeditaron todos los álbumes previos del grupo. Esta nueva producción de todos los trabajos del conjunto musical obligó a organizar nuevamente los temas presentes en cada álbum; cambiando el orden de los títulos, agregando y eliminando pistas y grabando nuevas versiones de algunas canciones con los miembros presentes en ese año (2015). Las publicaciones en DVD no estuvieron exentas de tales modificaciones, sin embargo, en el caso del concierto correspondiente a este álbum solo se dividió en dos partes con un orden no cronológico, bautizando al cada parte respectivamente como «Celtic Thunder: The Show» y «Celtic Thunder: Act Two».

## Lista de temas

### CD

#### Edición de 2008[1]
| Celtic Thunder |                                          |                                              |          |  |
| N.º            | Título                                   | Intérprete(s)                                | Duración |  |
| 1.             | «Heartland»                              | McGinty / Donaldson / Kelly / Harkin / Byrom | 4:02     |  |
| 2.             | «The Mountains of Mourne»                | Keith Harkin                                 | 3:19     |  |
| 3.             | «The Voyage»                             | George Donaldson                             | 3:24     |  |
| 4.             | «Come by the Hills (Buachaill ón Eirne)» | Damian McGinty                               | 3:37     |  |
| 5.             | «Remember Me (Recuérdame)»               | Paul Byrom                                   | 3:43     |  |
| 6.             | «Desperado»                              | Ryan Kelly                                   | 3:12     |  |
| 7.             | «Steal Away»                             | McGinty / Donaldson / Kelly / Harkin / Byrom | 3:37     |  |
| 8.             | «The Island»                             | Keith Harkin                                 | 3:59     |  |
| 9.             | «The Old Man»                            | George Donaldson                             | 3:44     |  |
| 10.            | «Brothers In Arms»                       | Ryan Kelly                                   | 3:32     |  |
| 11.            | «Cal / Local Hero»                       | Celtic Thunder Band                          | 3:04     |  |
| 12.            | «Lauren & I»                             | Keith Harkin                                 | 3:32     |  |
| 13.            | «She»                                    | Paul Byrom                                   | 2:58     |  |
| 14.            | «Ireland’s Call»                         | McGinty / Donaldson / Kelly / Harkin / Byrom | 3:26     |  |
| 15.            | «Puppy Love» ((Bonus Track))             | Damian McGinty                               | 2:50     |  |
| 16.            | «Love Thee Dearest» ((Hidden Track))     | Paul Byrom                                   | 3:30     |  |
| 55:26          |                                          |                                              |          |  |

- Nota: el tema Love Thee Dearest apareció como un track oculto en el disco, es decir, no se señaló la existencia de la pista en los créditos del disco. Esto solo ocurrió en las ediciones originales en CD del álbum.

#### Edición de 2015
La reedición de 2015 cuenta con dos nuevas versiones de temas del lanzamiento original grabadas por los nuevos integrantes de la época (2015), así mismo se han eliminado algunos temas.

| Celtic Thunder |                                                |                                              |          |  |
| N.º            | Título                                         | Intérprete(s)                                | Duración |  |
| 1.             | «Heartland (2015 Show Version)» (2015 Version) | O'Hanlon / Kelly / Keegan / Harkin / Byrne   | 4:02     |  |
| 2.             | «The Mountains of Mourne»                      | Keith Harkin                                 | 3:19     |  |
| 3.             | «The Voyage»                                   | George Donaldson                             | 3:24     |  |
| 4.             | «Come by the Hills (Buachaill ón Eirne)»       | Damian McGinty                               | 3:37     |  |
| 5.             | «Remember Me (Recuérdame)» (2015 Version)      | Emmet O'Hanlon                               | 3:43     |  |
| 6.             | «Desperado»                                    | Ryan Kelly                                   | 3:12     |  |
| 7.             | «Steal Away»                                   | Donaldson / Kelly / McGinty / Harkin / Byrom | 3:37     |  |
| 8.             | «The Island»                                   | Keith Harkin                                 | 3:59     |  |
| 9.             | «The Old Man»                                  | George Donaldson                             | 3:44     |  |
| 10.            | «Brothers In Arms»                             | Ryan Kelly                                   | 3:32     |  |
| 11.            | «Lauren & I»                                   | Keith Harkin                                 | 3:32     |  |
| 12.            | «Puppy Love»                                   | Damian McGinty                               | 2:50     |  |
| 13.            | «Cal / Local Hero»                             | Celtic Thunder Band                          | 3:04     |  |
| 14.            | «Ireland’s Call»                               | Donaldson / Kelly / McGinty / Harkin / Byrom | 3:26     |  |
| 45:29          |                                                |                                              |          |  |

### DVD

#### Edición de 2008
| Celtic Thunder |                                          |                                              |          |  |
| N.º            | Título                                   | Intérprete(s)                                | Duración |  |
| 1.             | «Heartland»                              | McGinty / Donaldson / Kelly / Harkin / Byrom |          |  |
| 2.             | «The Mountains of Mourne»                | Keith Harkin                                 |          |  |
| 3.             | «Raggle Taggle Gypsy»                    | McGinty / Donaldson / Kelly / Harkin / Byrom |          |  |
| 4.             | «Ride On»                                | Ryan Kelly                                   |          |  |
| 5.             | «Come by the Hills (Buachaill ón Eirne)» | Damian McGinty                               |          |  |
| 6.             | «The Old Man»                            | George Donaldson                             |          |  |
| 7.             | «Love Thee Dearest»                      | Paul Byrom                                   |          |  |
| 8.             | «Heartbreaker»                           | Ryan Kelly                                   |          |  |
| 9.             | «Nights in White Satin»                  | Paul Byrom                                   |          |  |
| 10.            | «A Bird Without Wings»                   | Damian McGinty                               |          |  |
| 11.            | «The Voyage»                             | George Donaldson                             |          |  |
| 12.            | «The Island»                             | Keith Harkin                                 |          |  |
| 13.            | «Brothers in Arms»                       | Ryan Kelly                                   |          |  |
| 14.            | «Mull of Kintyre»                        | McGinty / Donaldson / Kelly / Harkin / Byrom |          |  |
| 15.            | «Puppy Love»                             | Damian McGinty                               |          |  |
| 16.            | «Lauren & I»                             | Keith Harkin                                 |          |  |
| 17.            | «Steal Away»                             | McGinty / Donaldson / Kelly / Harkin / Byrom |          |  |
| 18.            | «Remember Me (Recuérdame)»               | Paul Byrom                                   |          |  |
| 19.            | «My Boy»                                 | George Donaldson                             |          |  |
| 20.            | «Desperado»                              | Ryan Kelly                                   |          |  |
| 21.            | «Ireland‘s Call»                         | McGinty / Donaldson / Kelly / Harkin / Byrom |          |  |
| 22.            | «That’s a Woman»                         | Kelly / Byrom                                |          |  |
| 23.            | «She»                                    | Paul Byrom                                   |          |  |
| 24.            | «Young Love»                             | Damian McGinty                               |          |  |
| 25.            | «I Want to Know What Love Is»            | Keith Harkin                                 |          |  |
| 26.            | «Cal / Local Hero»                       | Celtic Thunder Band                          |          |  |
| 27.            | «Caledonia»                              | McGinty / Donaldson / Kelly / Harkin / Byrom |          |  |
| 28.            | «Yesterday’s Man (Bonus Track)»          | George Donaldson                             |          |  |
| --:--          |                                          |                                              |          |  |

#### Edición de 2015
| Celtic Thunder |                                          |                                              |          |  |
| N.º            | Título                                   | Intérprete(s)                                | Duración |  |
| 1.             | «Heartland»                              | McGinty / Donaldson / Kelly / Harkin / Byrom |          |  |
| 2.             | «The Mountains of Mourne»                | Keith Harkin                                 |          |  |
| 3.             | «Raggle Taggle Gypsy»                    | McGinty / Donaldson / Kelly / Harkin / Byrom |          |  |
| 4.             | «Ride On»                                | Ryan Kelly                                   |          |  |
| 5.             | «Come by the Hills (Buachaill ón Eirne)» | Damian McGinty                               |          |  |
| 6.             | «Yesterday’s Man»                        | George Donaldson                             |          |  |
| 7.             | «Love Thee Dearest»                      | Paul Byrom                                   |          |  |
| 8.             | «Desperado»                              | Ryan Kelly                                   |          |  |
| 9.             | «The Old Man»                            | George Donladson                             |          |  |
| 10.            | «Puppy Love»                             | Damian McGinty                               |          |  |
| 11.            | «Lauren & I»                             | Keith Harkin                                 |          |  |
| 12.            | «Remember Me (Recuérme)»                 | Paul Byrom                                   |          |  |
| 13.            | «Cal / Local Hero»                       | Celtic Thunder Band                          |          |  |
| 14.            | «Caledonia»                              | McGinty / Donaldson / Kelly / Harkin / Byrom |          |  |
| --:--          |                                          |                                              |          |  |

## Derechos
| - Heartland (Coulter/Coulter) — Celtic Thunder Ltd. - The Mountains of Mourne (Trad./Arr. Coulter) — Celtic Thunder Ltd. - The Voyage (Duhan/Duhan) — Johnny Duhan Songs - Come by the Hills (Buachaill ón Eirne) (Trad./Arr. Coulter) — Celtic Thunder Ltd. - Remember Me (Recuérdame) (Coulter/Coulter) — Four Seasons Publ. (PRS) - Desperado (Henley/Frey) — Cass County Music/Red Cloud Music (BMI) - Steal Away (Coulter/Coulter) — Four Seasons Publ. (PRS) - The Island (Brady/Brady) — Sandyford Song admin. by Ten Ten Tunes (ASCAP) | - The Old Man (Coulter/Coulter) — Four Seasons Publ. (PRS) - Brothers in Arms (Knopfler/Knopfler) — Almo Music Corp obo Chariscourt Ltd. (ASCAP) - Cal / Local Hero (Knopfler/Knopfler) — Almo Music Corp obo Chariscourt Ltd. (ASCAP) - Lauren & I (Harkin/Harkin) — Celtic Thunder Ltd. - She (Aznavour/Kretzmer) — Essex Music, Inc. (ASCAP) - Ireland’s Call (Coulter/Coulter) — Four Seasons Publ. (PRS) - Puppy Love (Anka/Anka) — Chrysalis Standars, Inc. (BMI) - Love Thee Dearest (Trad./Arr. Coulter) — Celtic Thunder Ltd. |